# Saber Ben Frej
Saber Ben Frej (ur. 3 lipca 1979 w Karkarze) – tunezyjski piłkarz grający na pozycji prawego obrońcy.

## Kariera klubowa
Ben Frej jest wychowankiem klubu Espérance Zarzis. W jego barwach zadebiutował w 2002 w lidze tunezyjskiej. W 2003 roku przeszedł do Étoile Sportive du Sahel. W 2004 i 2005 dochodził do finału Ligi Mistrzów (porażki w finałach kolejno z Enyimba FC i Al-Ahly Kair). W 2005 roku zdobył Puchar Ligi Tunezyjskiej, a w 2006 – Puchar Konfederacji CAF. Największe sukcesy osiągnął w 2007 roku, gdy z Étoile Sportive wygrał Ligę Mistrzów i wywalczył swoje pierwsze mistrzostwo kraju w karierze. Wystąpił też w Klubowym Pucharze Świata.
Na początku 2008 Ben Frej został sprzedany za 800 tysięcy euro do francuskiego Le Mans UC72. W 2010 roku wrócił do Tunezji i przez sezon grał w ES Hammam-Sousse.
| Sezon   | Klub                     | Kraj    | Rozgrywki | Mecze | Bramki | Rozgrywki Europy | Mecze | Bramki |
| ------- | ------------------------ | ------- | --------- | ----- | ------ | ---------------- | ----- | ------ |
| 2007/08 | Étoile Sportive du Sahel | Tunezja | T.Ligue 1 | ?     | ?      | -                | -     | -      |
| 2007/08 | Le Mans UC72             | Francja | Ligue 1   | 5     | 0      | -                | -     | -      |
| 2008/09 | Le Mans UC72             | Francja | Ligue 1   | 11    | 0      | -                | -     | -      |
| 2009/10 | Le Mans UC72             | Francja | Ligue 1   | 1     | 0      | -                | -     | -      |
| 2010/11 | ES Hammam-Sousse         | Tunezja | T.Ligue 1 | 11    | 1      | -                | -     | -      |

Stan na: 19 sierpnia 2012 r.

## Kariera reprezentacyjna
W reprezentacji Tunezji Ben Frej zadebiutował w 2004 roku. W 2008 roku został powołany przez Rogera Lemerre na Puchar Narodów Afryki 2008.